# 马尔塞扬 (热尔省)
马尔塞扬（法語：Marseillan，法語發音：[maʁsɛjɑ̃]）是法国热尔省的一个市镇，属于米朗德区。

## 地理
马尔塞扬（43°29'19"N, 0°19'0"E）面积4.34 平方千米，位于法国奧克西塔尼大區热尔省，该省份为法国西南部内陆省份，北起顺时针与洛特-加龙省、塔恩-加龙省、上加龙省、上比利牛斯省、大西洋比利牛斯省和朗德省接壤。
与马尔塞扬接壤的市镇（或旧市镇、城区）包括：巴尔、拉斯、帕拉讷、圣莫尔。

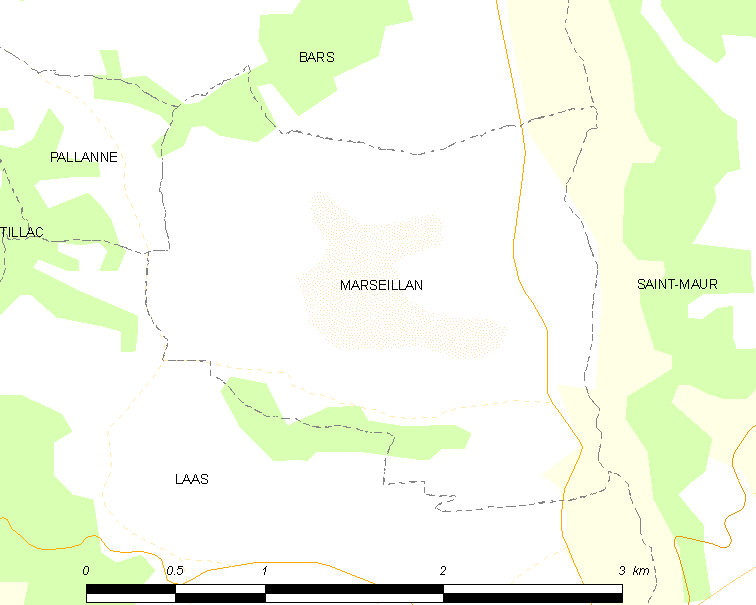
的OSM定位图

马尔塞扬的时区为UTC+01:00、UTC+02:00（夏令时）。

## 行政
马尔塞扬的邮政编码为32170，INSEE市镇编码为32238。

## 政治
马尔塞扬所属的省级选区为米朗德-阿斯塔拉克县。

## 人口

1962-2008年间人口变化图示

马尔塞扬于2022年1月1日时的人口数量为83人。